# Hui (popolo)
Gli hui (回族S, Huí-zúP) sono un gruppo etnico della Repubblica Popolare Cinese, facente parte dei 56 gruppi etnici dotati di riconoscimento ufficiale da parte dello Stato.
Gli hui professano la religione musulmana, parlano la lingua cinese e sono identici nella cultura e nell'aspetto fisico al gruppo etnico han. A differenza di questi, tuttavia, essi rigettano il maiale, che in Cina è una delle carni più consumate. Inoltre, il loro modo di vestire si differenzia nei maschi adulti, che indossano cappelli bianchi, e nelle femmine, che portano il tipico velo islamico.
Nella moderna etnologia, la definizione di hui non ricomprende gruppi etnici come gli uiguri (Uyghur), che, come gli hui, vivono in Cina e praticano l'islam, ma sono turcofoni ed etnicamente e culturalmente molto differenti dai cinesi.

## Origini

La bandiera della Repubblica di Cina (1912-1949) rappresentava le cinque principali etnie del Paese, tra cui gli Hui (colore bianco)

I cinesi Hui hanno diverse origini. Alcuni che vivono lungo la costa sud-orientale discendono dai mercanti arabi e persiani che si insediarono in Cina e che si mescolarono, assimilandosi con la popolazione circostante che prese da questi anche il credo religioso.
L'etnogenesi degli Hui dello Yunnan e degli Hui del nord è spiegata come il risultato della convergenza, verso queste regioni, di un consistente numero di Mongoli, Turchi ed altre popolazioni dell'Asia centrale, che formarono lo strato dominante della dinastia Yuan. Tuttavia, anche i musulmani cantonesi, stanziati sulle coste meridionali, sono molto più simili alle popolazioni dell'Asia settentrionale che ai loro vicini cantonesi.
Vi sono prove dimostranti l'originaria pratica del nestorianesimo da parte di queste popolazioni nomadi o militari, che in seguito - durante i tentativi di sinizzazione operati dalle dinastie Ming e Qing - si convertirono all'Islam.
Ciò spiegherebbe l'etnonimo Hui, molto affine a quello di "Uyghur", anche se significato e di uso differente da "Uyghur". L'etnonimo Hui è stato usato almeno fin dalla dinastia Qing per indicare i musulmani cinesi, ed i musulmani in generale. Ad esempio, un cinese vissuto durante la dinastia Qing avrebbe potuto descrivere uno Uyghur come un "Chantou" praticante la religione degli Hui. Nel sud-est era molto più diffuso il termine Qingzhen (puro), ancora oggi usato nel caso dei ristoranti Hui e musulmani, e per le moschee (qingzhensi). I musulmani del sud-est tradizionalmente hanno operato sincretismi tra gli insegnamenti confuciani, la Sharia ed il Corano. Fonti storiche riferiscono la loro presenza nel novero dei funzionari confuciani almeno fin dalla dinastia Tang.
Gli Hui del Nord sono maggiormente influenzati dai turuq sufi dell'Asia centrale, quali la Kubrawiyya, la Qadiriyya, Naqshbandiyya (Khufiyya e Jahriyya) ecc. Appartengono principalmente al Madhhab Hanafita, mentre il Madhhab Shafi'ita è più diffuso tra le comunità del sud-est. Prima del movimento "Ihwani", variante cinese del movimento salafita, gli Hui sufi del nord avevano integrato le dottrine taoiste e le arti marziali con le dottrine sufi.
In epoca moderna, i villaggi nelle aree Hui della Cina settentrionale erano ancora conosciuti come "Huihui del Cappello Blu", "Huihui del cappello nero" e "Huihui del cappello bianco", in riferimento alle loro probabili origini cristiane, ebraiche o musulmane, anche se allora la religione prevalente era l'Islam.
Il termine Hui è inoltre usato per indicare i cinesi musulmani non classificati tra gli appartenenti a nessun altro gruppo etnico.

## Definizione di Hui
La definizione degli Hui come cinesi musulmani pone due problemi. In primo luogo, la Repubblica Popolare Cinese è ufficialmente uno Stato ateo. In secondo luogo, nel caso in cui debba essere riconosciuto lo status di gruppo etnico ai musulmani cinesi, vi è incertezza circa lo status dei cristiani e dei buddhisti cinesi.
Il governo ha aggirato questi problemi definendo gli Hui sulla base della loro identità di gruppo etnico, ed ignorando il fatto che la loro identità di popolo è basata sulla religione. Tuttavia, molti Hui ritengono che quest'etichetta sia appropriata, in quanto la loro storia e la cultura sarebbero stati diversi senza il loro essere musulmani, tratto che li distingue da altri gruppi etnici. Inoltre, molti sostengono che un Hui sia molto diverso da un cinese Han convertito all'Islam. 
I tagichi ed i turchi dell'Asia centrale si riferiscono agli Hui come Dungani, anche se nei circoli accademici dell'Occidente identifica una sola etnia Hui, quella del Kirghizistan, come Dungani. In Thailandia i musulmani cinesi sono chiamati chin ho, mentre in Myanmar e nello Yunnan sono conosciuti come pan thei. Vi sono alcuni cinesi musulmani, o alcuni cinesi convertiti all'Islam, in Malaysia. Sono ufficialmente accettati come componenti del Bumiputra, il gruppo dominante in Malesia. Tuttavia, possono essere considerati come facenti parte della piuttosto numerosa minoranza cinese.

## Galleria d'immagini

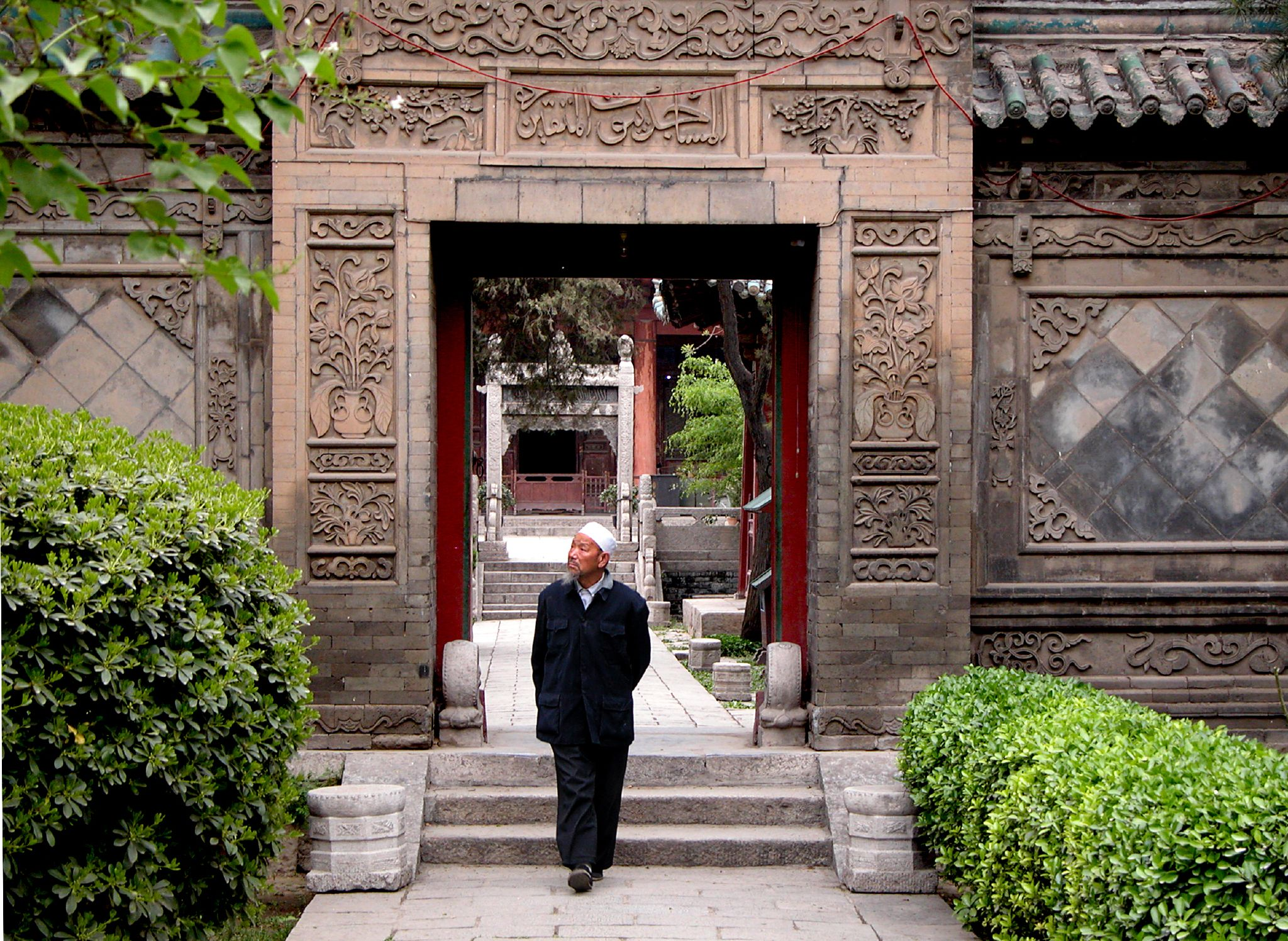
Un uomo Hui nei giardini della Grande Moschea (Da Qingzhensi)
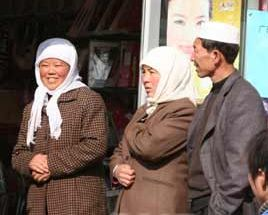
Due Donne Hui
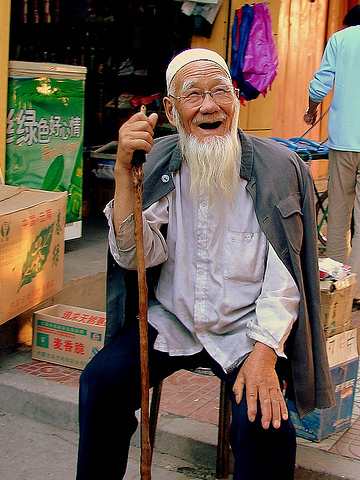
Anziano Hui
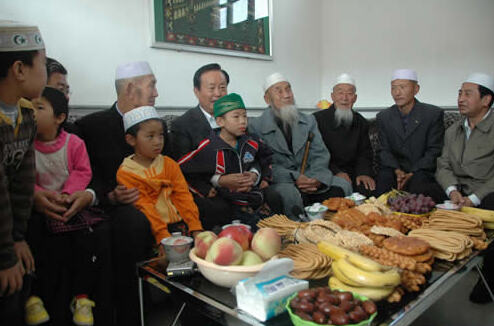
Una famiglia Hui che celebra il id ul-Fitr nello Ningxia